# کیمبرلی (آفریقای جنوبی)
کیمبرلی (به انگلیسی: Kimberley) شهری است در کشور آفریقای جنوبی.
این شهر مرکز استان کیپ شمالی است و جمعیت آن در سال ۱۹۹۸ میلادی ۲۱۰٬۸۰۰ نفر برآورد شده‌است.
کیمبرلی در نزدیکی رود اورنج واقع شده‌است.
این شهر به خاطر هجوم جویندگان الماس درست شده‌است.

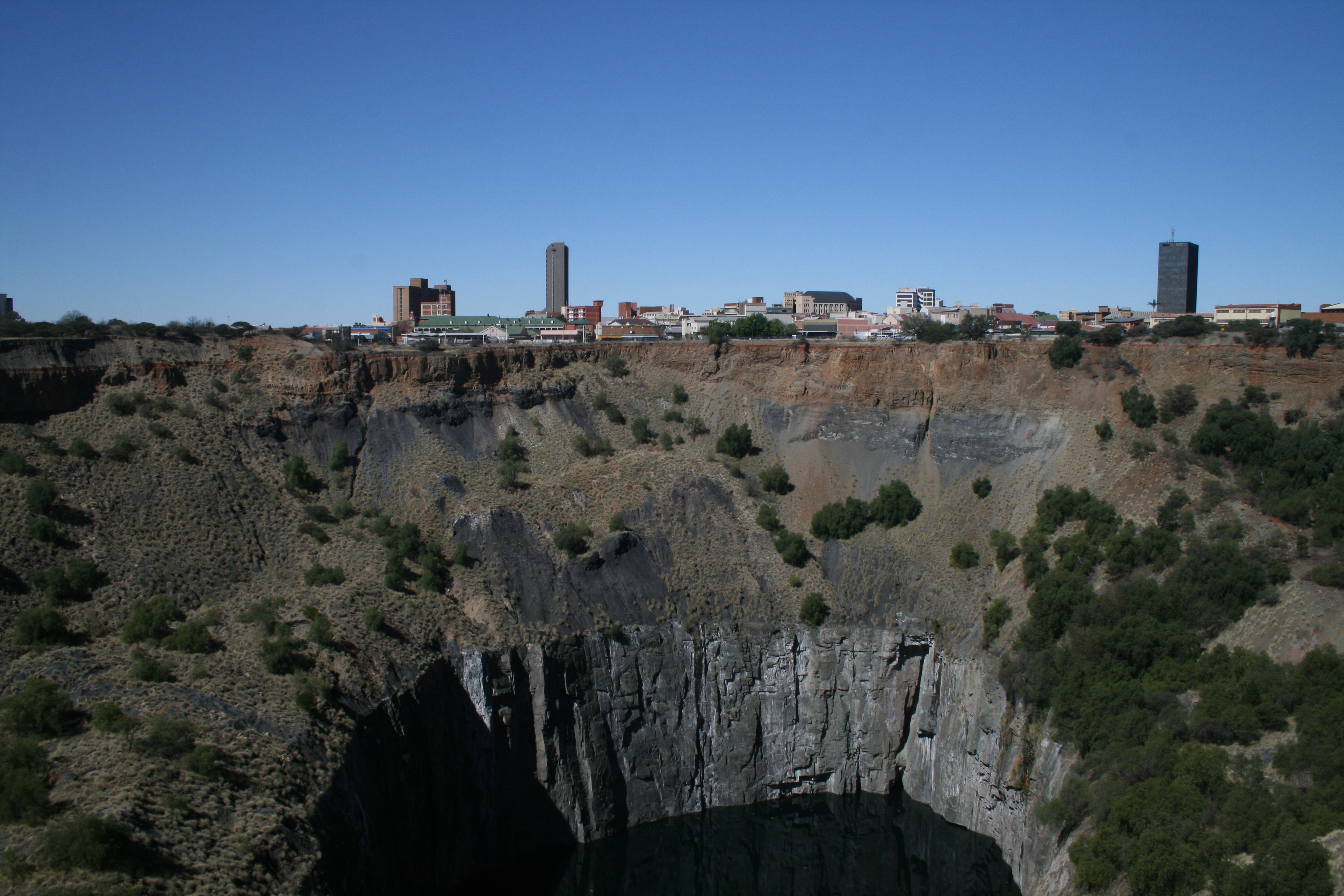
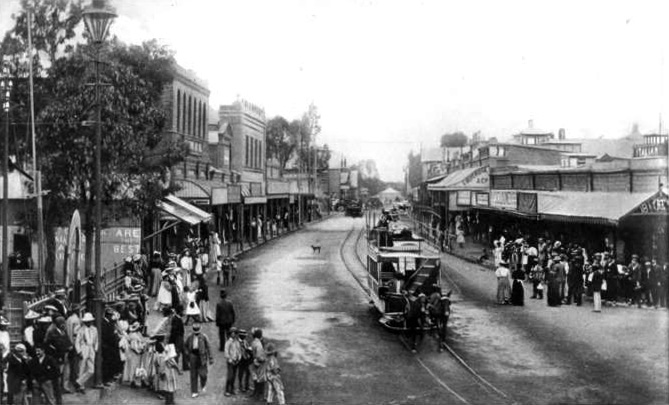